# Gare de Higashi-Tsuyama
La gare de Higashi-Tsuyama (東津山駅, Higashi-Tsuyama-eki) est une gare ferroviaire localisée dans la ville de Tsuyama, dans la préfecture d'Okayama au Japon. La gare est exploitée par la compagnie JR West,sur la ligne Kishin et ligne Inbi .

## Service des voyageurs

### Desserte
La gare de Higashi-Tsuyama est une gare disposant de deux quais et de trois voies 

| N° de voie | Ligne           | Direction     |
| ---------- | --------------- | ------------- |
| 1          | ▆ Kishin        | Sayo/Himeji   |
| 1          | ▆ Inbi          | Chizu/Tottori |
| 2          | ▆ Kishin ▆ Inbi | Tsuyama       |
| 3          | Passage         | Passage       |

| JR West           |               |               |               |                   |
| Direction Himeji  | Ligne Kinshin | Ligne Kinshin | Ligne Kinshin | Direction Niimi   |
| Mimasaka-Ōsaki    |               | -             |               | Tsuyama           |
| Direction Tottori | Ligne Inbi    | Ligne Inbi    | Ligne Inbi    | Direction Tsuyama |
| Takano            |               | -             |               | Tsuyama           |